# Semjon Grigorjewitsch Tomsinski
Semjon Grigorjewitsch Tomsinski (russisch Семён Григорьевич Томсинский, * 16. Märzjul. / 28. März 1894greg. in Sebesch, Gouvernement Witebsk, Russisches Kaiserreich; † 15. März 1938 in Leningrad) war ein russisch-sowjetischer Historiker, der Opfer des Großen Terrors in der Sowjetunion wurde.

## Leben
Semjon (Simcha) Tomsinski wurde in einer jüdischen Familie geboren. Ab 1908 war er im Allgemeinen Jüdischen Arbeiterbund politisch aktiv. 1917 wurde er Mitglied der Sozialdemokratischen Arbeiterpartei Russlands, der späteren Kommunistischen Partei Russlands (Bolschewiki). Nach der Oktoberrevolution arbeitete er in Moskau von 1918 bis 1919 in der Jüdischen Sektion der Bolschewiki und wurde 1919 Leiter im Bildungsministerium der kurzzeitig existierenden Litauisch-Weißrussischen Sozialistischen Sowjetrepublik. In den 1920er Jahren lehrte er an jüdischen Schulen und Hochschuleinrichtungen. Später war er auch an der Leningrader Niederlassung der Kommunistischen Swerdlow-Universität als Dozent sowie in leitenden Funktionen wissenschaftlicher Institute tätig.
Er publizierte mehrere Werke zur russischen Geschichte des beginnenden 20. Jahrhunderts, zur Geschichte der Massenbewegungen sowie über die Bauernaufstände in Russland im 17. und 18. Jahrhundert. Viele seiner wissenschaftlichen Aufsätze erschienen in historischen Zeitschriften.
1933 wurde er zum korrespondierenden Mitglied der Akademie der Wissenschaften der UdSSR gewählt.
Nach der Ermordung von Sergei Kirow wurde er 1935 des Trotzkismus beschuldigt, nach Taschkent versetzt und 1936 zum stellvertretenden Vorsitzenden der kasachischen Abteilung der Akademie der Wissenschaften der UdSSR ernannt. Am 29. April 1936 wurde er unter dem Vorwurf des Trotzkismus verhaftet und nach Leningrad überstellt. Die Umstände seines Todes sind ungeklärt. Einige Quellen geben als Datum seiner Hinrichtung den 15. März 1938 und andere den 11. Oktober 1936 an.
1957 wurde Tomsinski rehabilitiert und 1967 seine Mitgliedschaft in der Akademie der Wissenschaften der UdSSR erneuert.